# Systomus sarana
Systomus sarana е вид лъчеперка от семейство Шаранови (Cyprinidae).

## Разпространение
Видът е разпространен в Бангладеш, Индия, Непал и Пакистан.